# Слободан Мишковић
Слободан Чиле Мишковић (12. децембар 1944 — 4. јул 1997) био је српски и југословенски рукометаш.

## Биографија
Рођен је 12. децембра 1944. године. Рукометну каријеру је почео у дресу РК Црвенке. Дебитовао је за Црвенку на првенственој утакмици Српске лиге група „Север“ у Црвенки 2. септембра 1962. године против екипе РК Бечеј из Бечеја, а постигао је три гола.
Године 1965. са својим саиграчима после републичких квалификација одржаних у Црвенки и међурепубличких квалификација у Ријеци, уводи рукометни клуб Црвенку у Прву Савезну рукометну лигу Југославије. Био је део екипе Црвенке која је 1967. године у Кумровцу у финалу Купа Југославије против бјеловарског Партизана, победом резултатом 16:14, освојила Куп Југославије. Са екипом Црвенке је освојио првенство Југославије 1969. године.
За репрезентацију Југославије одиграо је 89. утакмица и постигао 60. голова. Круну играчке каријере доживео је на Олимпијским играма 1972. године у Минхену, где је освојио златну медаљу. Са репрезентацијом је још освојио две бронзане медаље на Светским првенствима и то 1970. у Француској и 1974. у Источној Немачкој.
Као тренер и селектор омладинске репрезентације на светском првенству 1985. године у Италији, окитио се бронзаном медаљом. Играчку каријеру у дресу РК Црвенка, завршио је 1975. године, а играчку и тренерску каријеру наставио је у Слоги из Добоја. Године 1977. напушта Добој и одлази у Цеље где је био тренер РК Аеро Цеље све до 1983. године.
После пуних осам година вратио се у Црвенку, где је са успехом предводио први тим две такмичарске сезоне и оставио „добре темеље“ следећим тренерима који су радили у овом клубу. Од 1985. године постао је тренер Пролетера из Зрењанина, задржао се пуних пет сезона све до 1990. године и за то време са екипом освојио шампионску титулу у сезони 1989/90.
Преминуо је 4. јула 1997. године. Након неколико година је почео да се организује традиционални меморијални турнир у његову част. Спортска хала у Црвенки носи име овог познатог рукометаша.

## Успеси
Југославија
- медаље
- злато Олимпијске игре 1972. Минхен.
- бронза 1970. Француска.
- бронза 1974. Источна Немачка.

Црвенка
- Првенство СФР Југославије : 1968/69.